# Yamil Al-Jufash
Yamil Al-Jufash (23 de noviembre de 1982) es un deportista jordano que compitió en taekwondo. Ganó una medalla en los Juegos Asiáticos de 2006, y tres medallas en el Campeonato Asiático de Taekwondo entre los años 2002 y 2006.

## Palmarés internacional
| Juegos Asiáticos    | Juegos Asiáticos         | Juegos Asiáticos | Juegos Asiáticos |
| Año                 | Lugar                    | Medalla          | Categoría        |
| ------------------- | ------------------------ | ---------------- | ---------------- |
| 2006                | Doha (Catar)             | Medalla de plata | –67 kg           |
| Campeonato Asiático |                          |                  |                  |
| Año                 | Lugar                    | Medalla          | Categoría        |
| 2002                | Amán (Jordania)          | Medalla de oro   | –67 kg           |
| 2004                | Seongnam (Corea del Sur) | Medalla de plata | –67 kg           |
| 2006                | Bangkok (Tailandia)      | Medalla de plata | –67 kg           |